# Oszorkon (törzsfő)
Oszorkon a líbiai meswes törzs főnöke és Szaisz kormányzója volt az ókori egyiptomi XXII. dinasztia idején.

## Élete
Ősei ismeretlenek, de egyik közeli elődje Pimai herceg volt, a XXII. dinasztia fáraójának, III. Sesonknak a fia. Oszorkon leginkább az úgynevezett „Oszorkon talizmánjáról” ismert (Louvre E10943), egy fajanszamulettről, amely az egyiptomi teremtésmítoszt ábrázolja: Ré-Harahti isten gyermekként lótuszvirágon ül, amely az ősvizekből emelkedik ki. Emellett pár usébtije is fennmaradt, ezek ma Londonban találhatóaj. A talizmánon Oszorkon címei „a meswes törzs nagy főnöke”, „a hadsereg vezetője”, „Neith prófétája”, „Uadzset és Jamu úrnőjének [=Hathor] prófétája”. Ez mutatja, hogy ő kormányozta Szaisz, Buto és Jamu városát, azaz a Nílus-delta nyugati részének egy jelentős részét.
Oszorkon körülbelül i. e. 755 és 740 között uralkodott, vagyis a XXII. dinasztia végéhez tartozó V. Sesonk fáraóval egyidőben. Oszorkon utóda valószínűleg Tefnaht, a későbbi fáraó, a XXIV. dinasztia megalapítója volt. Pályája elején Tefnaht majdnem ugyanazokat a címeket viselte, mint Oszorkon, valamint néhány további címeket, köztük „a libu törzs nagy főnöke” és „a Nyugat nagy főnöke” címeket, ami arra utal közvetlenül követte Oszorkont. Úgy tűnik, rokonságban azonban nem álltak egymással; Oszorkon nem azonos sem Tefnaht apjával, sem nagyapjával (akik a Gemnefszutkapu, illetve a Basza nevet viselték), ami arra utal, Tefnaht legyőzte és elmozdította Oszorkont.

## Fordítás
- Ez a szócikk részben vagy egészben  az   Osorkon C című angol Wikipédia-szócikk ezen változatának fordításán alapul.  Az eredeti cikk szerkesztőit annak laptörténete sorolja fel. Ez a jelzés csupán a megfogalmazás eredetét és a szerzői jogokat jelzi, nem szolgál a cikkben szereplő információk forrásmegjelöléseként.